# Луцій Вергіній Трікост Есквілін
Лу́цій Вергі́ній Тріко́ст Есквілі́н (лат. Lucius Verginius Tricostus Esquilinus; V століття до н. е.) — політик, державний і військовий діяч Римської республіки, військовий трибун з консульською владою 402 року до н. е.

## Біографічні відомості
Походив з патриціанського роду Вергініїв. Доводився родичем Опітера Вергінія Есквеліна, консула 473 року до н. е., сином Луція Вергінія Трікоста, консула 435 року до н. е. Про молоді роки відомостей не збереглося.
402 року до н. е. його було обрано одним з шести військових трибунів з консульською владою. Того року Римська республіка вела війни проти міста Вейї та його союзників. У Луція Вергінія, який командував головними силами римлян, виникли вкрай напружені стосунки з іншим трибуном того року — Манієм Сергієм Фіденатом. Тому, коли союзники Вейї несподівано напали на загін Манія Сергія, той не став просити Луція Вергінія про допомогу, а Вергіній своєю чергою не став допомагати, виправдовуючись відсутністю такого прохання.
Розбитий Маній Сергій із залишками своїх військ втік до Риму і там у всьому звинуватив Вергінія. Того викликали до Риму, і справу цих двох трибунів заслухали в сенаті, причому обидва відкрито в обличчя ображали один одного. Зрештою, сенат ухвалив рішення про дострокове складення повноважень з усіх військових трибунів того року. Вергіній і Сергій погодилися з цим тільки під загрозою арешту. Потім обидва вони були притягнуті до суду народними трибунами і засуджені до штрафу в десять тисяч важких асів з кожного.
Про подальшу долю Луція Вергінія відомостей не збереглося.